# Джонсон, Ширли
Ширли Джонсон (англ. Shirley Johnson), прозванная «Возлюбленная блюза» (англ. Sweetheart of the Blues); 7 июня 1949, Франклин, Виргиния, США) — американская блюзовая певица. Номинант Blues Music Awards в номинации «Исполнительница традиционного блюза» (2003, 2010).

## Биография
Родилась во Франклине в 1949 году, но росла с восьми лет в Норфолке, Виргиния. Джонсон происходила из очень религиозной семьи, и ей было всего шесть лет, когда она начала петь госпел в церковном хоре. Ещё в детстве услышала блюз, и, достигнув совершеннолетия в 1970-х годах, стала петь в клубах Норфолка, вскоре став известной фигурой на музыкальной сцене города. Тем не менее, Джонсон то время всё ещё исполняла госпел, «но все говорили: „У тебя блюзовый голос“». Она выступала на разогреве у Ареты Франклин, Джерри Батлера, Зи Зи Хилла и других известных артистов, которые приезжали в Норфолк. Сама певица в качестве важного образца для подражания называет Рут Браун.
В начале 1980-х записала несколько синглов для двух региональных лейблов Biggs и Shawn Records в Вирджинии, и её друг Литтл Скотти, который планировал основать лейбл звукозаписи в Чикаго, посоветовал певице перебраться в Чикаго. В апреле 1983 года он отправил ей билет на самолёт в Чикаго, но денег на запись, как выяснилось, у него не оказалось. Тем не менее, певица осталась в Чикаго, исполняя как блюз, так и соул в клубах. С 1986 по 1988 год Ширли записала ещё два сингла на лейбле Diamond Jim & Big Boy Records . Она часто работала с Литтл Джонни Крисченом, Арти «Blues Boy» Уайтом и клавишником Эдди Ласком , который взял её на гастроли в Европу.  
С 1990-х годов постоянно выступает в клубе Blue Chicago, часто в составе John Primer Blues Band. В 1994 году записала свой дебютный альбом на итальянском лейбле Appaloosa, получивший популярность. 
В 2001 году записалась как бэк-вокалистка в альбоме Вилли Кента Comin' Alive!. В 2002 году ей удалось подписать контракт с Delmark Records и выпустить альбом Killer Diller, в записи которого приняли участие такие музыканты, как Роберт Уорд, Джон Праймер, Джонни Би Мур, Морис Джон Вон . С этим альбомом в 2003 году она была номинирована на Blues Music Award в категории «Исполнительница традиционного блюза». В 2004 году взяла на себя руководство группой Джонни Би Мур, который из-за инсульта частично отошёл от дел, и постепенно заменила там всех музыкантов, подбирая их под собственный стиль . В 2009 году она выпустила альбом Blues Attack, с которым в 2010 снова была номинирована на Blues Music Award в категории «Исполнительница традиционного блюза». Про альбом Тед Дроздовски из PULSE написал: «Выросшая в церкви, но, очевидно, рождённая петь блюз, Ширли Джонсон поёт, как духовная дочь Коко Тейлор, напрягая свой хрипловатый голос в балладах и быстрых любовных песнях, и разбивая гравий, когда она берёт более высокую ноту или увеличивает громкость» . «Это просто крепкий сет чикагского блюза, спетого и сыгранного мощно» . 
Гастролировала по всей стране, и за рубежом, по её подсчётам — в 19 странах. В сентябре 2025 года вышел сборник её песен Selfish Kind Of Gal.
«Ширли обладает страстным, сильным голосом, способным с необычайной убедительностью передавать энергичный чикагский блюзовый шаффл и наполнять медленные баллады успокаивающей силой собственного опыта».
«Ширли Джонсон, возможно, не так сильна, как другие вокалистки, но ей удаётся поразить изысканностью и невероятной теплотой исполнения. Результат — бархатный, словно ночное видение, подход к блюзу, который на удивление далёк от чикагского стиля, одной из королев которого, безусловно, является Джонсон».

## Дискография
- 1992: Looking For Love (Appaloosa)
- 2002: Killer Diller (Delmark Records)
- 2009: Blues Attack (Delmark Records)